# Wilde Oscar
Wilde Oscar est le nom de scène d'un acteur de films pornographiques britannique, né le 8 avril 1967. Il a obtenu deux fois l'AVN Award du meilleur second rôle.

## Récompenses
- 1998 : AVN Award Meilleur acteur dans un second rôle - Film (Best Supporting Actor - Film) pour Doin' the Ritz
- 2001 : AVN Award Meilleur acteur dans un second rôle - Vidéo (Best Supporting Actor - Video) pour West Side

## Filmographie succincte
- The Seven Deadly Sins (1999)
- Blowjob Adventures of Dr. Fellatio 9 (1998)
- Doin' the Ritz (1997)